# Хансен, Мирна
Мирна Хансен (англ. Myrna Hansen; род. 5 августа, 1934 года) — американская актриса, модель и победительница национального конкурса красоты Мисс США 1953.

## Биография
Родилась 5 августа, 1934 года в Чикаго, американская модель и актриса, победительница конкурса Мисс США 1953 и участница конкурса Мисс Вселенная 1953.
После победы на конкурсе Мисс Иллинойс, Мирна Хансен стала первой представительницей от штата Иллинойс, на конкурсе Мисс США. После победы Мирна Хансен представляла Соединенные Штаты на конкурсе Мисс Вселенная, где она заняла второе место.
После года в качестве Мисс США, Мирна Хансен начала карьеру актрисы, которая продолжалась до семидесятых годов и дала ей возможность сняться в различных фильмах.

## Фильмография
- 1954 : Yankee Pasha, режиссёр Джозеф Пивни
- 1954 : Playgirl, режиссёр Джозеф Пивни: роль Линды
- 1954 : Таков Париж, режиссёр Ричард Квин: роль Ингрид
- 1955 : Человек без звезды, режиссёр Кинг Видор: роль Тесс Кэссиди
- 1955 : Культ кобры, режиссёр Френсис Лион: роль Мариан Шинан
- 1955 : Лиловая маска, режиссёр Х. Брюс Хамберстоун: роль Constance de Voulois
- 1955 : Фрэнсис на флоте, режиссёр Артур Любин: роль Хелен
- 1956 : Всегда есть завтра, режиссёр Дуглас Сирк: роль Рут
- 1958 : Девичник, режиссёр Николас Рэй: роль Джой Хэмптон
- 1964 : До свидания, Чарли, режиссёр Винсент Миннелли: роль Старлетка
- 1973 :  Чёрный Цезарь[англ.], режиссёр Ларри Коэн: роль Вирджиния Колеман